# Блатна чинка
Блатната чинка (Sporophila palustris) е вид птица от семейство Тангарови (Thraupidae). Видът е застрашен от изчезване.

## Разпространение и местообитание
Разпространен е в Аржентина, Бразилия, Парагвай и Уругвай.